# بوشنوية بابستية
بوشنوية بابستية (الاسم العلمي:Buchenavia pabstii) هي نوع من النباتات يتبع جنس البوشنوية من الفصيلة القمبريطية.